# Meyernychus apheles
Meyernychus apheles är en spindeldjursart som först beskrevs av Baker och Pritchard 1960.  Meyernychus apheles ingår i släktet Meyernychus och familjen Tetranychidae. Inga underarter finns listade i Catalogue of Life.